# Douglas Range
Die Douglas Range (in Argentinien Cadena Douglas, in Chile Montes Douglas) ist ein 120 km langes und steil aufragendes Küstengebirge mit nordwest-südöstlicher Ausrichtung auf der Ostseite der westantarktischen Alexander-I.-Insel. Der Gebirgszug erstreckt sich vom Mount Nicholas bis zum Mount Edred und überragt den nördlichen Teil des George-VI-Sunds.
Nachdem der französische Polarforscher Jean-Baptiste Charcot 1909 als Erster den Mount Nicholas gesichtet hatte, ermittelte der US-amerikanische Polarforscher Lincoln Ellsworth bei einem Überflug am 23. November 1935 die gesamte Ausdehnung des Gebirges. Die dabei entstandenen Luftaufnahmen dienten Ellworths Landsmann W. L. G. Joerg einer groben kartografischen Erfassung. Die Ostflanke der Range wurde 1936 ausgehend vom George-VI-Sund von Teilnehmern der British Graham Land Expedition (1934–1937) unter der Leitung des australischen Polarforschers John Rymill oberflächlich vermessen. Der Falkland Islands Dependencies Survey nahm 1948 bis 1950 eine erneute Vermessung des Gebiets vor. Die gesamte Range einschließlich ihrer Westflanke wurde anhand von Luftaufnahmen kartiert, die bei der Ronne Antarctic Research Expedition (1947–1948) unter der Leitung des US-amerikanischen Polarforschers Finn Ronne aufgenommen wurden. Teilnehmer der British Graham Land Expedition benannten den Gebirgszug nach Admiral Percy Douglas (1876–1939), Vorsitzender des Beratungsgremiums dieser Expedition.